# ソフィー・ド・リュクサンブール
ソフィー・ド・リュクサンブール（仏:Sophie Caroline Marie Wilhelmine de Luxembourg；盧:Sophie Caroline Marie Wilhelmine Prinzessin vu Lëtzebuerg, 1902年2月14日 - 1941年5月24日）は、ルクセンブルク大公国の大公女で、ザクセン王子エルンスト・ハインリヒの妻。

## 生涯
ルクセンブルク大公ギヨーム4世と、その妻でポルトガルの廃王ミゲル1世の娘であるマリア・アンナの間の六女、末娘としてルクセンブルクのコルマー＝ベルグ（Colmar-Berg）のベルク城（Schlass Bierg）で生まれた。
1921年4月12日、ザクセン王フリードリヒ・アウグスト3世の末息子エルンスト・ハインリヒ王子とバイエルンのホーエンブルク城（Schloss Hohenburg）で結婚した。夫妻は間に3人の息子をもうけたが、ソフィーは1941年に肺炎のために亡くなった。エルンスト王子は1947年に女優のジーナ・デュロンと再婚している。

## 子女
- アルブレヒト・フリードリヒ・アウグスト・ヨハンネス・グレゴール・デド（1922年 - 2009年）
- ゲオルク・ティーモ・ミヒャエル・ニコラウス・マリア（1923年 - 1982年）
- ループレヒト・フーベルトゥス・ゲロ・マリア（1925年 - 2003年）